# فنکس
در دیوشناسی، فنکس یک شیطان گوتیک است. او مارکیس بزرگ جهنم است و بیست لژیون شیطان را تحت فرمان خود دارد. همه علوم شگفت‌انگیز را تدریس می‌کند، شاعری ماهر است، و در برابر احضارکننده بسیار مطیع است. فنکس امید دارد پس از ۱۲۰۰ سال به بهشت بازگردد.

## توضیحات
او به شکل ققنوس است و که نت‌های شیرینی را با صدای یک کودک می‌خواند، اما جادوگر و هرکسی که با او همراه است نباید به آن گوش کند و باید سریع از او بخواهد شکلی انسانی به خود بگیرد. این شیطان ظاهراً پس از مدتی معین این کار را انجام می‌دهد.

## در احضار کردن
کلید کوچک سلیمان، کتاب طلسم قرن هفدهم این شیطان را به شرح زیر توصیف می‌کند:
فنکس یک مارکیس بزرگ است که مانند پرنده ققنوس ظاهر می‌شود و صدای کودکی دارد: اما قبل از اینکه در برابر جن‌گیر بایستد، نت‌های شیرین زیادی می‌خواند. جن‌گیر با همراهانش باید مراقب باشد که به آواز او گوش ندهد، بلکه سریع از او بخواهد شکل انسان به خود بگیرد. سپس او به طرز شگفت‌آوری از همه علوم شگفت‌انگیز صحبت خواهد کرد. او شاعری عالی و مطیع است و امیدوار است پس از هزار و دویستمین سال به عرش هفتم بازگردد و بیست لژیون را اداره کند.